# Plegapteryx hellingsi
Plegapteryx hellingsi är en fjärilsart som beskrevs av Robert H. Carcasson 1962. Plegapteryx hellingsi ingår i släktet Plegapteryx och familjen mätare. Inga underarter finns listade i Catalogue of Life.